# 沃斯托奇涅 (諾夫哥羅德-謝韋爾斯基區)
52°2′25″N 32°56′21″E / 52.04028°N 32.93917°E
沃斯托奇涅（烏克蘭語：Восточне），是烏克蘭的村落，位於該國北部切爾尼戈夫州，由諾夫哥羅德-謝韋爾斯基區負責管轄，面積0.28平方公里，海拔高度168米，2001年人口5，人口密度每平方公里17.86人。